# Wilhelm z Apulii
Wilhelm z Apulii – pisarz tworzący w latach 90. XI wieku. Jego Gesta Roberti Wiscardi (Czyny Roberta Guiscarda), napisane heksametrem, są uznawane za jedno z trzech najważniejszych źródeł historycznych dotyczących normańskiego podboju południowej Italii (dwa pozostałe zostały napisane przez Amatusa z Monte Cassino i Gotfryda Malaterrę).
Niewiele wiadomo o pochodzeniu i życiu Wilhelma, zanim zajął się spisaniem historii Normanów. Wilhelm był prawdopodobnie człowiekiem świeckim, przeciwieństwie do Amatusa i Geoffrey’a. Podstawą do takiego stwierdzenia jest relatywnie mała liczba nawiązań do spraw religijnych w jego pracy. Jest również prawdopodobne, że Wilhelm nie był Normanem tylko Longobardem, ponieważ w swojej pracy bardzo życzliwie odnosił się do poczynań możnych longobardzkich, życzliwiej nawet niż do niektórych Normanów. Wilhelm posługiwał się dobrą, klasyczną łaciną. Jest niemal pewne, że znał dzieła najważniejszych poetów rzymskich, szczególnie Wergiliusza i Lukana. Nie wiadomo, z jakich wcześniejszych dzieł korzystał przy spisywaniu swojego dzieła. Na pewno natomiast korzystał z opowieści normańskich rycerzy biorących udział w kampaniach Roberta, szczególnie dobrze znał bowiem Wilhelm przebieg walk na Bałkanach.
Poemat Gesta Roberti Wiscardi został prawdopodobnie napisany między 1097 a 1099 rokiem, gdyż zawiera informacje o walkach krzyżowców w Anatolii. Jest mało prawdopodobne, aby powstał później, gdyż nie donosi o zdobyciu Jerozolimy, które to wydarzenie odbiło się bardzo głośnym echem w całym świecie chrześcijańskim. Poemat był dedykowany księciu Rogerowi Borsie, synowi Roberta. Jest zatem bardzo prawdopodobne, że Wilhelm był członkiem dworu normańskiego władcy. Praca Wilhelma, w przeciwieństwie do dzieł Amatusa i Geoffrey’a, jest bardziej peanem pochwalnym na cześć rządzącego. Prawdopodobnie Roger zlecił napisanie wiersza Wilhelmowi, aby umocnić swoją pozycję i dzięki temu zyskać większe prawa do odziedziczenia tytułów po ojcu.
Wbrew tytułowi dzieło nie dotyczyło tylko życia Guiscarda. Pierwsza księga opowiadała o pojawieniu się Normanów w południowej Italii i obejmowała okres ich pierwszych walk, do 1042 roku. Postać Roberta pojawia się po raz pierwszy w księdze drugiej, ale opowiada ona o nim bardzo selektywnie, relacjonując tylko jego czyny, opisane jako bohaterskie i godne prawdziwego rycerza. Dwie ostatnie księgi dotyczą przede wszystkim wypraw Normanów przeciw Bizancjum w latach 1081–1085. Praca nie była zbyt znana w średniowieczu. Jedynym znanym późniejszym autorem, który z niej korzystał, był Aleksander, autor kroniki klasztoru Świętego Bartłomieja z Carpineto. Poemat Wilhelma był jednak znany również w Normandii, skąd pochodzi jedyny, ocalały rękopis z dziełem. Jest on przechowywany w Avranches. Ta wersja wywodzi się najprawdopodobniej z rękopisu przechowywanego w klasztorze na Mont Saint Michel.